# Mmopane
Mmopane es una ciudad situada en el Distrito de Kweneng, Botsuana. Se encuentra a 15 km al noroeste de Gaborone. Tiene una población de 15.450 habitantes, según el censo de 2011. Pertenece al área metropolitana de Gaborone.